# 하이드로콘
하이드로콘, 히드로코돈(영문:hydrocodone) 혹은 하이드로콘데이논, 히드로콘데이논(영문:dihydrocodeinone)이라고 한다. 마약성 진통제로 아편 추출물이다. 보통 아세트아미노펜과 하이드로콘과 합성된 제품으로 나오며 의사의 처방전을 받으면 구입할 수 있다.